# デビン・ヘスター
デビン・ヘスター（Devin Hester、1982年11月4日 - ）はフロリダ州・リビエラビーチ出身の元アメリカンフットボール選手である。
NFLのシカゴ・ベアーズ、アトランタ・ファルコンズ、シアトル・シーホークスに所属していた。現役時代は主にリターナーとして活躍していた。
1年目の2006年にはプロボウルに選ばれると共に第41回スーパーボウルでは試合開始直後のキックオフリターンでタッチダウンをあげた。

## 経歴
マイアミ大学時代は、脚の速さを買われワイドレシーバー、コーナーバック、キックリターナーのポジションを務めた。また陸上選手としても活動し走幅跳で全米2位にランキングされたこともある。
2006年度のドラフトにて2巡全体57位でシカゴ・ベアーズに指名されて入団した。ワイドレシーバーでの登録であるが、ベアーズはヘスターをパントリターナーとして起用することを決めていた。
2006年シーズン、10月6日のアリゾナ・カージナルス戦で83ヤードのパントリターンTDをあげてチームを24-23の勝利に導いた。11月12日のニューヨーク・ジャイアンツ戦では、相手のフィールドゴールミスしたボールをキャッチし、味方の援護を受けてそのまま反対側のエンドゾーンまで駆け抜け、NFL新記録タイとなる108ヤードリターンTDを決めた。12月11日のセントルイス・ラムズ戦では、一試合で2つのリターンTDも記録。このシーズンはパントで3回、キックオフで2回、フィールドゴールミスで1回の計6回キックリターンタッチダウンの新記録を打ち立てた。このシーズンの活躍が認められ、プロボウルにも選ばれている。インディアナポリス・コルツとの第41回スーパーボウルでは試合開始最初のキックオフで92ヤードのリターンTDをあげた。
2007年にはキックオフリターンとパントリターンで合計6TDをあげた。これはNFLのシーズン記録となった。また4パントリターンTDもNFLタイ記録であった。
2010年第10週のミネソタ・バイキングス戦でキックオフリターン、パントリターンで大活躍を見せてNFC週間MVPスペシャルチーム部門に選ばれた。
第15週のミネソタ・バイキングス戦で64ヤードのパントリターンTDをあげてNFL記録となる14回目のリターンTDをあげるとともにキックオフリターンでも79ヤードのリターンを見せるなどの活躍でチームの勝利に貢献、週間MVPスペシャルチーム部門に選ばれた。
2011年第6週のミネソタ・バイキングス戦で98ヤードのキックオフリターンタッチダウンをあげてNFCの週間MVPスペシャルチーム部門に選ばれた。その後10月のNFCスペシャルチーム部門月間MVPにも選ばれている。
2014年シーズンからアトランタ・ファルコンズ所属となる。9月18日のタンパベイ・バッカニアーズ戦で、パントリターンからの62ヤードタッチダウンを決め、NFL史上最多となる20回目のリターン・タッチダウンを記録した。
2017年1月3日、シアトル・シーホークスと契約した。

## 記録
NFL記録
- シーズン最多リターンTD 6回（2006年、2007年）
- キックオフリターン及びパントリターンによるシーズン最多TD 6回（2007年）[5]
- キックオフリターン及びパントリターン、FG失敗からのリターンによる通算最多TD 20回[11]
- 新人選手最多リターンTD 6回（2006年）
- 1試合最多リターンTD 2回（2006年12月11日のセントルイス・ラムズ戦及び2007年11月25日のデンバー・ブロンコス戦）
- 通算リターンTD 19回
- 通算パントリターンTD 14回（2011年11月14日のデトロイト・ライオンズ戦にて12回目を記録し、NFL新記録を達成、その後も更新）

チーム記録（ベアーズ）
- レギュラーシーズンにおける1試合最多リターン 11回
- 1試合キックオフリターン記録 225ヤード 2006年12月11日のセントルイス・ラムズ戦
- 1試合パントリターン記録 152ヤード 2006年10月16日のアリゾナ・カージナルス戦
- シーズンパントリターン獲得ヤード数 651ヤード（2007年）
- 1プレー最長獲得ヤード 108ヤード 2006年11月12日のニューヨーク・ジャイアンツ戦

## 人物
敬虔なクリスチャンであり聖書を遠征の時も持参している。2011年に発表された「トッププレイヤー2011」で32位にランキングされた。